# Micropyga tuberculata
Micropyga tuberculata is een zee-egel uit de familie Micropygidae.
De wetenschappelijke naam van de soort werd in 1879 gepubliceerd door Alexander Agassiz.